# World Tag League
 (décembre 2017).
Si vous disposez d'ouvrages ou d'articles de référence ou si vous connaissez des sites web de qualité traitant du thème abordé ici, merci de compléter l'article en donnant les références utiles à sa vérifiabilité et en les liant à la section « Notes et références ».
Le  World Tag League est une compétition par équipe masculine de catch professionnel qui se déroule ordinairement tous les ans à la New Japan Pro Wrestling au Japon.

## Résultats

### Liste des champions
| année | édition | vainqueur                                              | Notes |
| ----- | ------- | ------------------------------------------------------ | ----- |
| 1980  | 1       | Antonio Inoki et Bob Backlund                          |       |
| 1981  | 2       | André The Giant et Rene Goulet                         |       |
| 1982  | 3       | Antonio Inoki (2) et Hulk Hogan                        |       |
| 1983  | 4       | Antonio Inoki (3) et Hulk Hogan (2)                    |       |
| 1984  | 5       | Antonio Inoki (4) et Tatsumi Fujinami                  |       |
| 1985  | 6       | Kengo Kimura et Tatsumi Fujinami (2)                   |       |
| 1986  | 7       | Antonio Inoki (5) et Yoshiaki Fujiwara                 |       |
| 1987  | 8       | Kengo Kimura (2) et Tatsumi Fujinami (3)               |       |
| 1991  | 9       | Big Van Vader et Tatsumi Fujinami (4)                  |       |
| 1992  | 10      | Riki Chōshū et Shinya Hashimoto                        |       |
| 1993  | 11      | Hiroshi Hase et Keiji Mutō                             |       |
| 1994  | 12      | Hiroshi Hase (2) et Keiji Mutō (2)                     |       |
| 1995  | 13      | Cho-Ten (Hiroyoshi Tenzan et Masahiro Chōno)           |       |
| 1996  | 14      | Scott Norton et Shinya Hashimoto (2)                   |       |
| 1997  | 15      | Keiji Mutō (3) et Masahiro Chōno (2)                   |       |
| 1998  | 16      | Keiji Mutō (4) et Satoshi Kojima                       |       |
| 1999  | 17      | Keiji Mutō (5) et Scott Norton (2)                     |       |
| 2000  | 18      | Takashi Iizuka et Yūji Nagata                          |       |
| 2001  | 19      | Tencozy (Hiroyoshi Tenzan (2) et Satoshi Kojima (2))   |       |
| 2003  | 20      | Hiroyoshi Tenzan (3) et Osamu Nishimura                |       |
| 2006  | 21      | Masahiro Chōno (3) et Shinsuke Nakamura                |       |
| 2007  | 22      | RISE (Giant Bernard et Travis Tomko)                   | .     |
| 2008  | 23      | Tencozy (Hiroyoshi Tenzan (4) et Satoshi Kojima (3))   |       |
| 2009  | 24      | Bad Intentions (Giant Bernard (2) et Karl Anderson)    | .     |
| 2010  | 25      | Seigigun (Wataru Inoue et Yūji Nagata (2))             | .     |
| 2011  | 26      | Suzuki-gun (Lance Archer et Minoru Suzuki)             | .     |
| 2012  | 27      | Sword & Guns (Hirooki Goto et Karl Anderson (2))       | .     |
| 2013  | 28      | Bullet Club (Doc Gallows et Karl Anderson (3))         | ,.    |
| 2014  | 29      | Meiyu Tag (Hirooki Goto (2) et Katsuyori Shibata)      | .     |
| 2015  | 30      | Great Bash Heel (Togi Makabe et Tomoaki Honma)         | .     |
| 2016  | 31      | Great Bash Heel (Togi Makabe (2) et Tomoaki Honma (2)) | .     |
| 2017  | 32      | Los Ingobernables de Japón (Evil et Sanada)            | .     |
| 2018  | 33      | Los Ingobernables de Japón (Evil (2) et Sanada (2))    | .     |
| 2019  | 34      | FinJuice (Juice Robinson et David Finlay)              | .     |
| 2020  | 35      | Guerrillas of Destiny (Tama Tonga et Tanga Loa)        | .     |
| 2021  | 36      | Bishamon (Hirooki Goto (3) et Yoshi-Hashi)             | .     |
| 2022  | 37      | Bishamon (2) (Hirooki Goto (4) et Yoshi-Hashi(2))      | .     |